# Separabler Abschluss
Separabler Abschluss ist ein Begriff aus der Algebra. 

## Definition
Ist {\displaystyle L/K} eine separable algebraische Körpererweiterung, dann sind folgende Aussagen äquivalent:
- Jedes nicht-konstante separable Polynom in {\displaystyle L[X]} zerfällt vollständig in Linearfaktoren.
- Ist {\displaystyle C} ein algebraischer Abschluss von {\displaystyle K} und ist {\displaystyle L} eingebettet in {\displaystyle C}, dann ist die Erweiterung {\displaystyle C/L} rein inseparabel.

Zu jedem Körper {\displaystyle K} gibt es einen bis auf Isomorphie eindeutig bestimmten Körper {\displaystyle L} mit den obigen Eigenschaften. Er wird auch mit {\displaystyle K_{\rm {sep}}} bezeichnet und heißt separabler algebraischer Abschluss von {\displaystyle K}.